# Emma Little-Pengelly

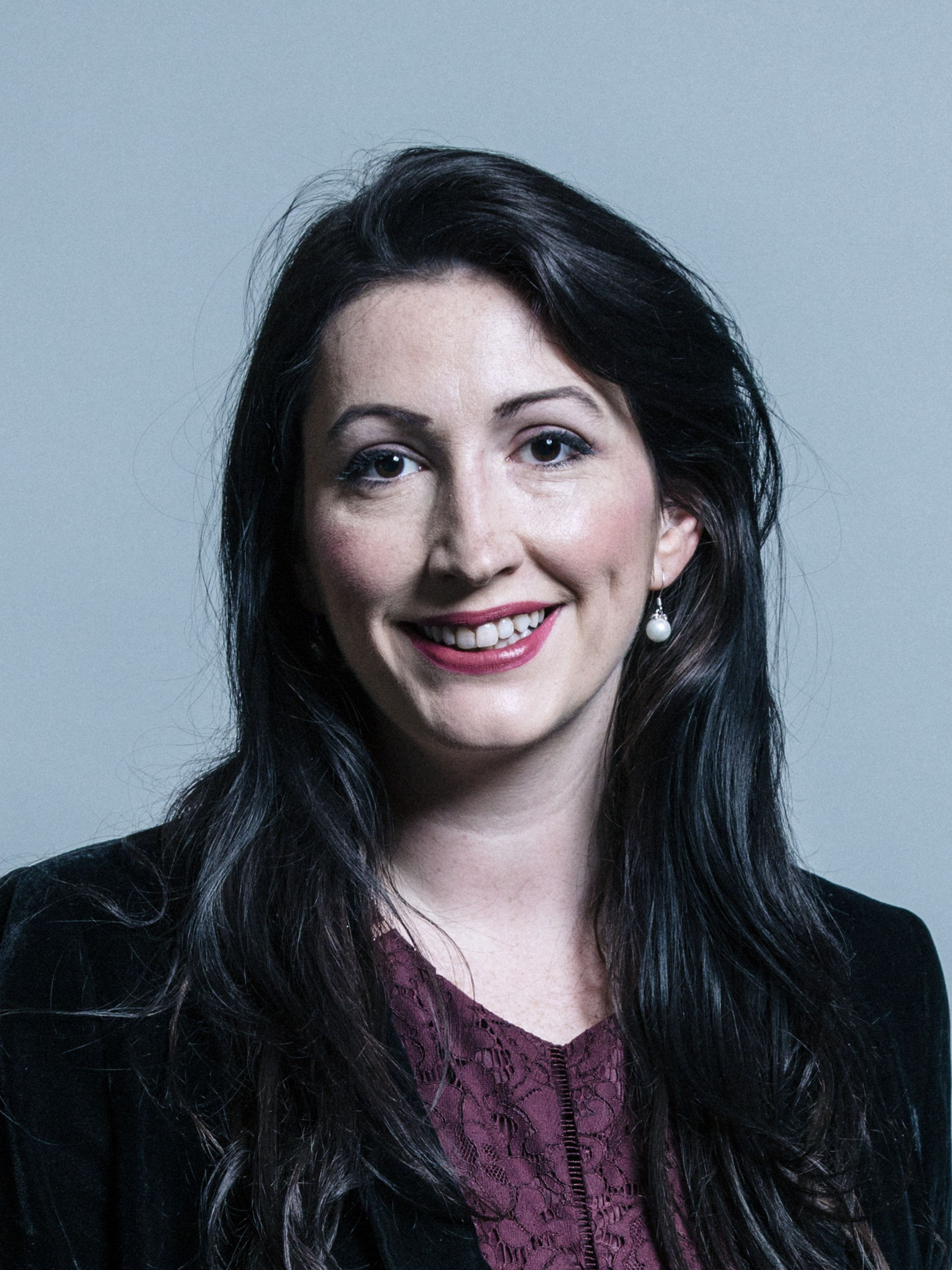
Emma Little-Pingelly (2017)

Emma Little-Pengelly (Markethill (County Armagh), 31 december 1979)  is een Noord-Iers politicus voor de Democratic Unionist Party (DUP). Zij werd in februari 2024 vice-eerste minister van Noord-Ierland. Ze is sinds mei 2022 lid van de Assemblee voor Noord-Ierland voor Lagan Valley. Ze was eerder van 2017 tot 2019 lid van het Britse Lagerhuis voor het kiesdistrict Belfast South .

## Jeugd en opleiding
Little-Pengelly komt uit een loyalistische en unionistische (Britsgezinde) familie. Haar vader Noel Little was soldaat in het Ulster Defence Regiment, een Noord-Iers regiment in het Britse Leger. Later was hij actief betrokken bij de loyalistische paramilitaire groep Ulster Resistance. Hij werd in april 1989 voor wapensmokkel veroordeeld tot een boete en een gevangenisstraf. Daardoor was hij tijdens de kindertijd van Little-Pengelly twee jaar lang afwezig uit het gezin. Little-Pengelly studeerde rechten aan Queen's University Belfast en werd in 2003 als advocaat toegelaten tot de balie. 

## Politieke carrière
Little-Pengelly begon haar politieke carrière in 2007 als speciaal adviseur van Ian Paisley, de toenmalige eerste minister en leider van de Democratic Unionist Party (DUP). Ze maakte deel uit van het DUP-team dat gesprekken voerde met slachtoffers van de Troubles. Zij bleef in functie als speciaal adviseur toen Peter Robinson in 2008 Eerste Minister werd.
In 2015 werd Little-Pengelly door de DUP aangewezen als lid van de Assemblee voor Noord-Ierland voor Belfast South, toen de zittende afgevaardigde om gezondheidsredenen vroegtijdig aftrad. Op 28 oktober 2015 werd ze benoemd tot junior minister (staastsecretaris) in het Northern Ireland Executive Office, de regionale regering in Noord-Ierland. Little-Pengelly deed in 2016 mee aan de verkiezingen voor de Assemblee in het kiesdistrict South Belfast en werd verkozen. Ze verloor haar zetel in 2017, toen het aantal zetels in Belfast South werd teruggebracht van 6 naar 5. 
Bij de Britse Lagerhuisverkiezingen van 2017 werd Little-Pengelly verkozen tot parlementslid voor Belfast South. Ze wist de zetel te winnen van het zittende lid Alasdair McDonnell van de SDLP.  De voormalige eerste minister van Noord-Ierland, Peter Robinson, was de belangrijkste strateeg achter Little-Pengelly's campagne. Ze verloor de zetel twee jaar later  bij de Lagerhuisverkiezingen van 2019 aan Claire Hanna van de SDLP.
In januari 2020 werd ze weer speciaal adviseur van de eerste minister van Noord-Ierland, op dat moment Arlene Foster. Toen Foster in 2021 na een leiderschapscrisis in de DUP gedwongen werd af te treden als partijleider en eerste minister, verliet ook Little-Pengelly tijdelijk de Noord-Ierse politiek.
Na  de verkiezingen voor de Noord-Ierse Assemblee in 2022, weigerde DUP-leider Jeffrey Donaldson, ook lid van het Lagerhuis, zijn zetel in de Assemblee in te nemen. Hij wilde in het Lagerhuis blijven om verzet te voeren tegen het Noord-Ierse Protocol, onderdeel van de Brexit overeenkomst tussen het Verenigd Koninkrijk en de Europese Unie. Little-Pengelly werd door de DUP aangewezen om Donaldsons zetel in de Assemblee in te nemen.

## Vice-eerste minister van Noord-Ierland
Op 3 februari 2024 werd Little-Pengelly vice-eerste minister van Noord-Ierland na de herstart van de Northern Ireland Executive, naast eerste minister Michelle O’Neill van Sinn Féin. Haar benoeming was de eerste keer in de geschiedenis van Noord-Ierland dat een unionist vice-eersteminister werd, en een nationalist eerste minister.  Er was enige kritiek op het feit dat Little-Pengelly vice-eerste minister werd terwijl ze zelf niet in de Assemblee was gekozen; ze was door de DUP aangewezen als assembleelid.

## Externe bronnen
- Emma Little-Pengelly op de website van de Assemblee voor Noord-Ierland
- Emma Little-Pengelly op de website van het Britse Lagerhuis